# Nacionalni park Sarek
Nacionalni park Sarek (švedski: Sareks nationalpark) je nacionalni park u Švedskoj.

## Zemljopis
Nacionalni park se nalazi u Jokkmokk općini, u pokrajini Laponiji. Graniči s nacionalnim parkovima Stora Sjöfallet i Padjelanta. Park je popularan među šetačima i planinarima, ali nije pogodan za početnike.
Površina parka je 1.970 km2 te je u promjeru gotovo okrugao (50 km). U parku nema obilježenih staza, nema smještaja, te imaju samo dva mosta. Osim toga, područje je među najkišovitijima u Švedskoj, što čini planinarenje ovisno o vremenskim uvjetima.
Delta rijeke Rape smatra se jednom od najljepših u Europi, s vrha Skierffe pruža se pogled na riječno korito. Šest od 13 švedskih vrhova iznad 2.000 metara nalaze se unutar granica nacionalnog parka. Među njima je druga najviša planina u Švedskoj, Sarektjåkkå. Sjeverno od parka nalazi se planina Ahkka koja ima dva vrha preko 2000 metara te unutar parka ima osam umjesto šest vrhova iznad 2000 metara. U parku je također oko 200 vrhova koji dosežu 1800 metara ili više. Zbog dugog hoda do vrhova slabo su posjećeni. Na 1.800 metara iznad razine mora nalazi se opservatorij Pårte, izgrađena u ranim 1900-im, zaslugom Axela Hamberga. Građevinski materijal za opservatorij prenesen je na leđima do mjesta gradnje.
Postoji oko 100 ledenjaka u Nacionalnom parku Sarek. Zajedno s još nekoliko nacionalnih parkova u Švedskoj Sarek je najstariji nacionalni park u Europi (1909. – 1910.).

## Vanjske poveznice
- Nacionalni park Sarek  Arhivirana inačica izvorne stranice od 25. ožujka 2011. (Wayback Machine)